# Ophrys jaune
Ophrys lutea
Espèce
Classification phylogénétique
Statut CITES
L'Ophrys jaune (Ophrys lutea) est une espèce d'orchidée terrestre européenne, méditerranéenne et nord-africaine.

## Description
Larges sépales latéraux asymétriques, sépale dorsal abaissé vers le gynostème.
Labelle cordiforme jaune ou avec une macule veloutée bleu-gris ou marbrée de brun.

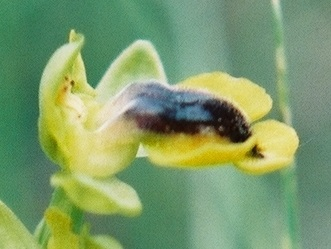
labelle genouillé

## Sous-espèces[1]
| - Ophrys lutea subsp. aspea (Devillers-Tersch. & Devillers) Faurh. (2009). - Ophrys lutea subsp. galilaea (H.Fleischm. & Bornm.) Soó (1926). - Ophrys lutea subsp. lutea. - Ophrys lutea subsp. melena Renz (1928). |

## Floraison
Mars à mai.

## Habitat
Pleine lumière à ombre sur substrats calcaires ou siliceux secs à frais, pelouses, friches, broussailles, bois clairs.

## Répartition
- Bassin méditerranéen
- En France : méditerranéo-atlantique, répandue, au nord-ouest jusqu'en Charente, Deux-Sèvres et Vienne.

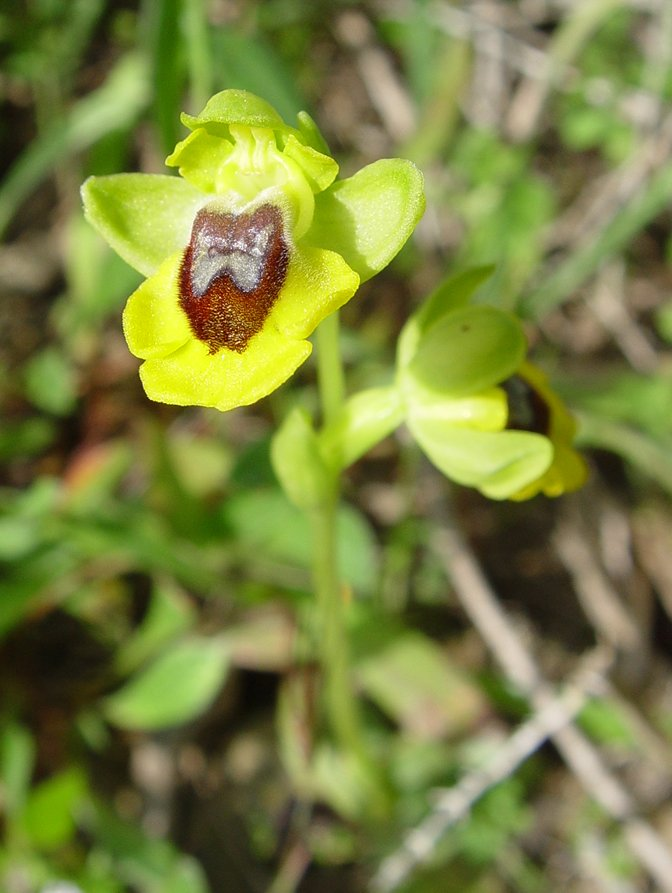
Algarve, Portugal
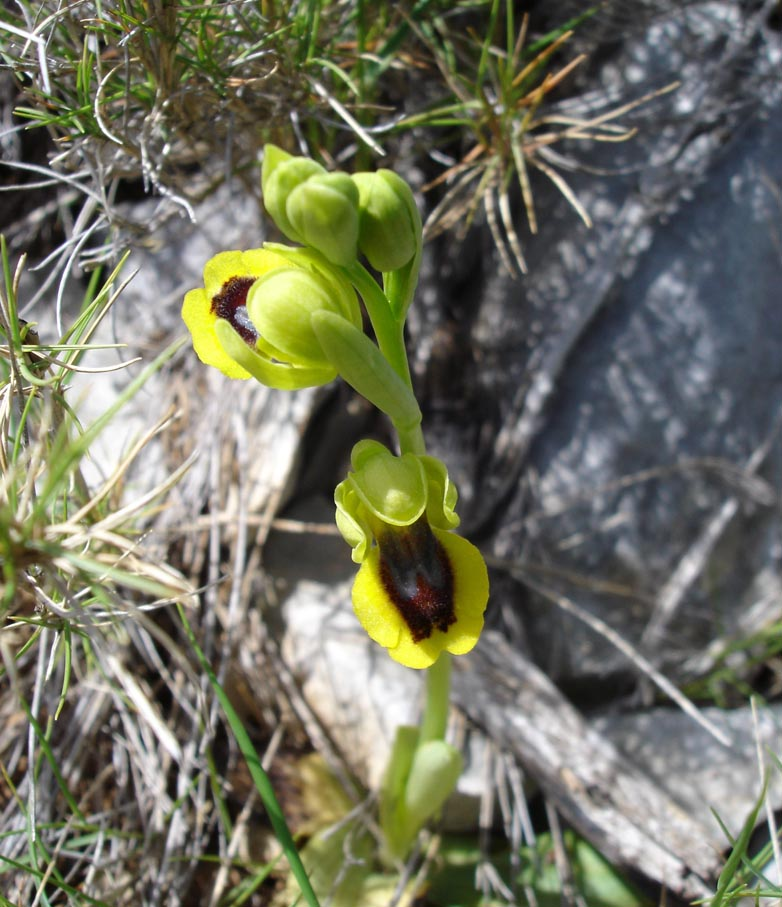
Pyrénées-Orientales, France
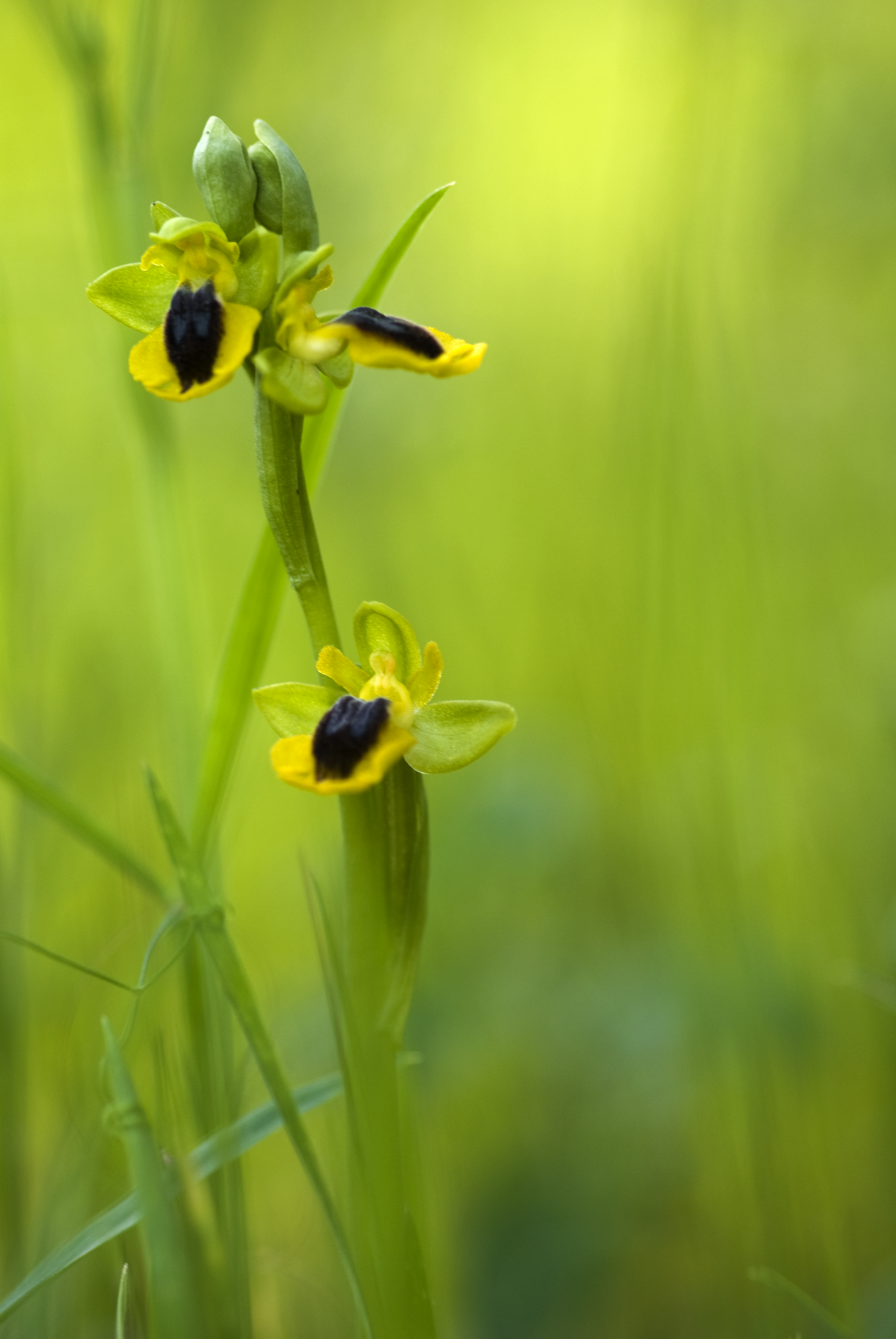
Var, France
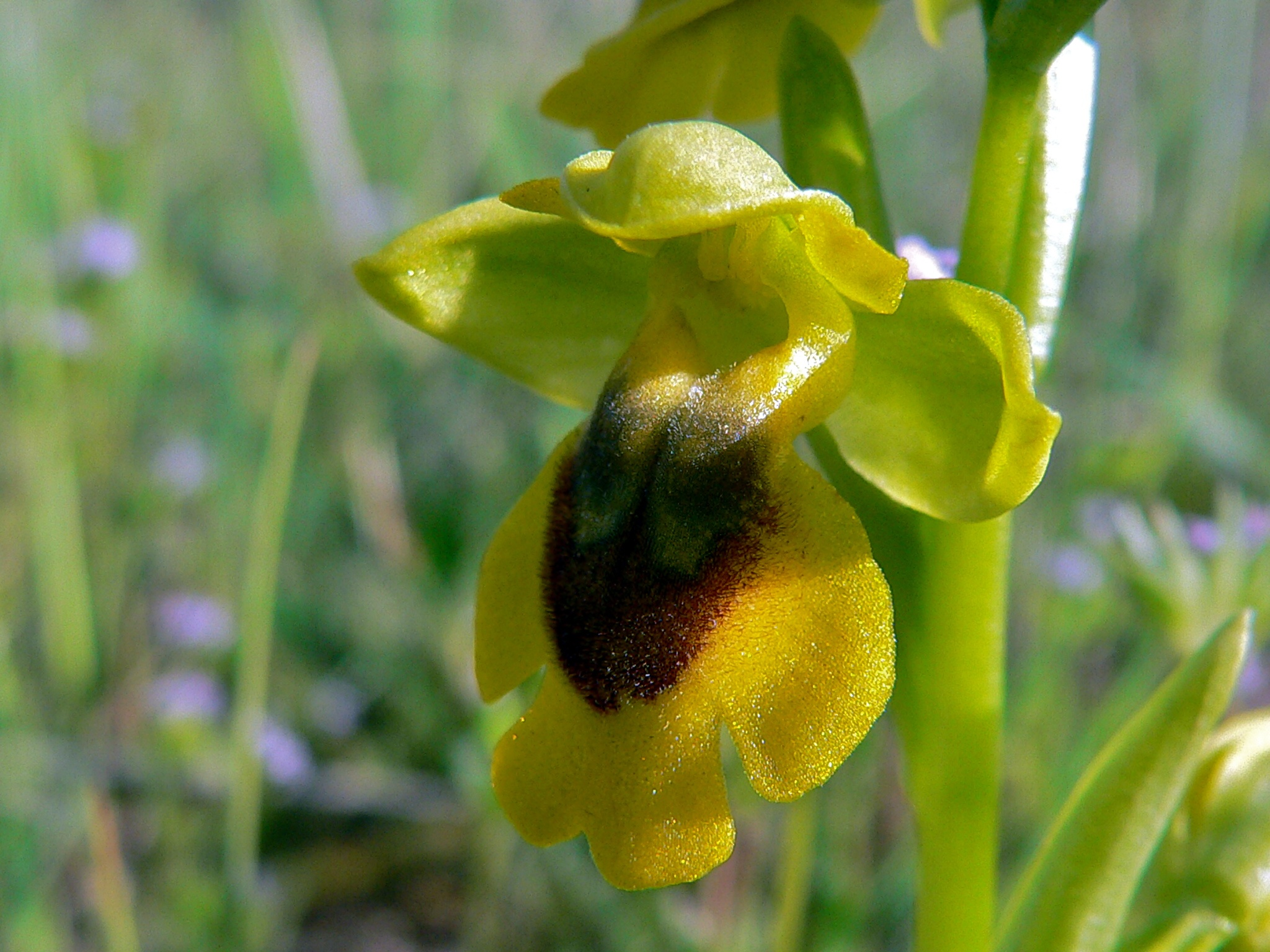
Hérault, France

## Autres espèces du groupe fusca-lutea
- sous-groupe d'Ophrys iricolor
- sous-groupe d'Ophrys fusca
- sous-groupe d'Ophrys lutea
  - Ophrys melena (aire de répartition principale : Grèce)
  - Ophrys phryganae (aire de répartition principale : Corse)
  - Ophrys sicula (aire de répartition principale : Sicile)
  - Ophrys lutea subsp. minor ou Ophrys corsica est un taxon controversé intermédiaire entre les deux derniers